# Lambert de Chalon
Lambert de Chalon (930- 979) va ser comte de Chalon (956-978), de Beaune i d'Autun.

## Biografia
Lambert va néixer el 930. Era fill del vescomte Robert de Dijon i d'Ingeltruda, i germà de Robert, vescomte de Chalon.
Va actuar com a conte efectiu després de la mort de Gilbert de Chalon (956) quan el va succeir la seva filla Luitgarda de Chalon, casada amb Otó I de Borgonya. Fins i tot va ampliar el seu àmbit d'actuació i hauria governat al comtat de Beaune i potser altres dels que havien estat de Gilbert. Luitgarda va morir el 960 sense fills i la va succeir la seva germana Adelaida de Chalon casada amb Robert de Vermandois, comte de Meaux, que per aquest matrimoni fou Robert II de Troyes. Robert va defensar el legitimisme i els drets dels Vermandois, mentre Lambert tenia el suport d'Hug el Gran i després el seu fill Hug Capet, duc dels francs (i futur rei). Adelaida va morir el 964 però Robert, en nom del seu fill Heribert I de Troyes i III de Maeux, va seguir defensant els interessos de la nissaga fins a la seva mort el 966 o 967. Finalment es va arribar a un arranjament i Chalon, Beaune i altres comtats o drets dins dels comtats foren donats a Adela de Borgonya (+987), germana d'Heribert, en dot, i es va casar amb Lambert, vers el 967. Va tenir amb ella: 
- Gerberga de Chalon, casada amb el rei Aubert d'Itàlia (descendent del comte Amadeu d'Oscheret), i després amb el duc Enric I de Borgonya.
- Hug I de Chalon (972-1039) (bisbe d'Auxerre i comte de Chalon)
- Elisabet de Chalon (970-1014)
- Aelis, casada amb el comte Guiu I, comte de Mâcon i d'Escuens.

Lambert deixa de ser esmentat el 27 de febrer de 978 i hauria mort en els mesos següents. El seu fill Hug I de Chalon el succeirà com a comte de Chalon i Beaune i els drets d'Autun et d'Autun. La vídua es va casar el 980 amb Jofré I Grisegonelle-